# لطيفة بنحليمة
لطيفة بنحليمة (مواليد القرن 20 في مدينة مكناس)، هي صحفية مغربية ومذيعة أخبار في التلفزيون المغربي. كان أول ظهور لها على شاشة التلفزيون المغربي في أحد أيام يناير من عام 1992.